# Thanatus coreanus
Thanatus coreanus là một loài nhện trong họ Philodromidae.
Loài này thuộc chi Thanatus. Thanatus coreanus được Kap Yong Paik miêu tả năm 1979.